# Вишнёвка (Полянское сельское поселение)
Вишнёвка (до 1948 — Юлякюля, фин. Yläkylä) — посёлок в Полянском сельском поселении Выборгского района Ленинградской области.

## Название
В переводе с финского топоним Юлякюля означает «Верхняя деревня». 
Согласно решению расширенного заседания исполкома Кайпиальского сельсовета депутатов трудящихся от 26 июня 1947 года селениям Валтонен, Юлякюля и Тухканен были присвоены новые наименования: деревня Бугры, деревня Вишнёвка и деревня Овражная соответственно. Выбор топонимов был обусловлен «природными условиями». 
Переименования были закреплены указом Президиума ВС РСФСР от 13 января 1949 года.

## История
Селение Юлякюля, наряду с соседними селениями Валтонен, Юликюля, Старый и Новый Тухканен, Пескенмяки, Миконмяки, Палвола, Лехтола, Ярвипелто, Ватимаа, Кайвопелто, Пиенсави, входило в состав большой деревни Яппиля, площадь которой составляла около 25 км².
Основными занятиями жителей деревни Яппиля являлись земледелие и животноводство. Земельные наделы у большинства крестьян были небольшими. На них возделывали главным образом рожь, овёс, ячмень и картофель. До 1918 года большую долю в товарном производстве занимало рыболовство.

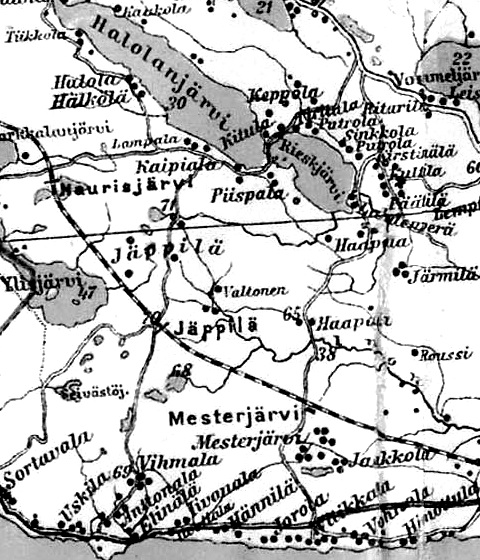
Деревня Яппиля на финской карте 1923 года

До 1939 года деревня Юлякюля входила в состав большой деревни Яппиля волости Уусикиркко Выборгской губернии Финляндской республики. Яппиля насчитывала 65 крестьянских дворов. В декабре 1939 года она почти полностью сгорела.
Согласно данным 1966, 1973 и 1990 годов посёлок Вишнёвка входил в состав Полянского сельсовета.
В 1997 году в посёлке Вишнёвка Полянской волости не было постоянного населения, в 2002 году — проживал 1 человек.
В 2007 и 2010 годах в посёлке Вишнёвка Полянского СП постоянного населения не было.

## География
Посёлок расположен в южной части района на автодороге 41К-411 (подъезд к пионерлагерю «Зеркальный»).
Расстояние до административного центра поселения — 12 км.
Расстояние до ближайшей железнодорожной платформы Яппиля — 3 км. 
В посёлке находится Большое Вишнёвское озеро. К югу от посёлка берёт исток река Озёрная. К востоку от посёлка расположено Лесоостровское болото.

## Демография
| 2007 | 2010 | 2017 | 2021 |
| ---- | ---- | ---- | ---- |
| 0    | →0   | →0   | ↗13  |

## Улицы
Боровая, Верхняя, Дубовый проезд, Зеркальная, Луговая, Овражная, Ореховый проезд, Подгорная, Садовая, Счастливая, Тенистая.